# Matthew Wale
Matthew Cooper Wale, né le 13 juin 1968, est un homme politique salomonais, chef de l'opposition parlementaire depuis 2019. 

## Biographie
D'abord porte-parole du Réseau de la société civile des Îles Salomon, il soutient en 2003 la perspective d'une intervention armée australienne et néo-zélandaise pour mettre fin aux violences inter-ethniques dans le pays (ce sera la Mission régionale d'assistance aux Îles Salomon), ainsi que celle d'une Commission vérité et réconciliation (en),. Comptable de profession, en 2005 il travaille comme consultant pour le gouvernement qui examine la possibilité de privatiser certaines entreprises publiques.
Il s'engage en politique au Parti démocrate et entre au Parlement national comme député de la circonscription d'Aoke-Langalanga (en) à l'occasion d'une élection partielle le 27 mars 2008, due à la mort du député et ancien Premier ministre Bartholomew Ulufa’alu,. 
En septembre 2008, à l'occasion d'un remaniement ministériel, il est nommé ministre de l'Éducation et du Développement des ressources humaines dans le gouvernement du Premier ministre Derek Sikua ; il succède à Job Duddley Tausinga,. Comme ministre de l'Éducation, il obtient une aide financière de la Nouvelle-Zélande qui permet à son ministère de rendre l'enseignement primaire et l'enseignement secondaire gratuits, ce qui a pour conséquence une nette augmentation du taux de scolarisation,. Le gouvernement Sikua perd le pouvoir aux élections législatives de 2010, et Matthew Wale devient vice-chef de l'opposition parlementaire, adjoint à Steve Abana.
Après les élections législatives de 2019, il devient le chef de l'opposition.
Le 28 novembre 2021, il dépose une motion de censure contre le gouvernement de Manasseh Sogavare, le débat ayant lieu le 6 décembre. La motion crée un point d'inflammation potentiel pour de nouveaux troubles.
En août 2022, Matthew Wale condamne la décision du gouvernement Sogavare de placer la Solomon Islands Broadcasting Corporation (la société de radiodiffusion du service public) sous l'autorité de son gouvernement et de la soumettre à une procédure de censure systématique, lui interdisant notamment de diffuser toute critique à l'encontre du gouvernement. Les contenus des programmes doivent désormais être soumis au gouvernement pour approbation,,.
Formant une coalition de cinq partis, il brigue sans succès le poste de Premier ministre à l'issue des élections législatives de 2024.
En janvier 2025, le roi des Îles Salomon, Charles III, le fait commandeur de l'ordre de l'Empire britannique (CBE) « pour services rendus à la politique, au commerce, à l'Église et au développement de la communauté ».